# Allen Ritter
Allen Raphael Ritter (Yonkers, 19 de junho de 1988) é um produtor musical, cantor e pianista norte-americano, conhecido pelas colaborações com Nicki Minaj, Drake, Travis Scott, Kanye West, Rihanna e outros.